# Исаев, Хусейн Абубакарович
Хусе́йн Абубака́рович Иса́ев (25 сентября 1960, Чечено-Ингушская АССР — 9 мая 2004, Грозный) — политический деятель, председатель Государственного Совета Чеченской Республики с июня 2003 года по май 2004 года.

## Биография
Родился 25 сентября 1960 года в Чечено-Ингушской АССР. Родители Хусейна Исаева были подвергнуты депортации, до ссылки отец, Абубакар Исаев, был учителем в местной школе, после возвращения работал заведующим райотделом социального обеспечения Советского района ЧИАССР, затем — председателем колхоза им. XX партсъезда, начальником отдела дорожного строительства Советского района; мать — Йизан.

### Образование и работа
Окончил Харьковский инженерно-строительный институт в 1983 году, доктор экономических наук, профессор.
С 1983 года работал в должности прораба в Харькове. С 1987 по 1990 год начальник Ремнонтно-строительного управления № 1 треста «Чеченгражданстрой» (г. Грозный). С 1990 по 1991 год — председатель правления АО «Беркат» (г. Грозный).
С 1991 по 1997 год начальник главного управления «Чеченингушглавснаб», затем генеральный директор акционерной коммерческо-посреднической компании «Чеченглавснаб». С 1997 по 2000 год — генеральный директор Центра новых технологий Международной инженерной академии. Действительный член Международной инженерной академии.

### Политическая деятельность
В 1990 году был избран депутатом Верховного Совета Чечено-Ингушетии 9-го созыва.
На выборах в Государственную Думу 1999 году баллотировался в Государственную Думу РФ третьего созыва по общефедеральному списку «Блока Андрея Николаева и Святослава Фёдорова». Блок в Думу не прошёл.
С 2000 по 2003 год — руководитель Территориального управления Министерства имущественных отношений РФ по Чеченской Республике. Являлся депутатом Верховного Совета Чечено-Ингушской АССР, который был разогнан сторонниками Дудаева в 1991 году.
21 июня 2003 года был избран председателем созданного в республике Государственного Совета.

### Гибель
9 мая 2004 года на стадионе «Динамо» произошёл теракт — под центральной трибуной стадиона сработало взрывное устройство. В результате теракта погибли 7 человек, среди погибших оказались президент Ахмат Кадыров и председатель республиканского парламента Хусейн Исаев. Исаеву было 43 года.
Похоронен на следующий день, 10 мая 2004 года, в родном селе Итум-Кали.

## Семья
Был женат. Вдова — Роза Вахаевна Исаева (1962 г.р.), избиралась заместителем председателя парламента Чечни.
Четверо детей, два сына и две дочери — Мурад, Магомед, Мадина и Милана.

## Награды и звания
- Заслуженный экономист Чеченской Республики
- Орден Дружбы (2003)
- Орден Мужества (посмертно, 2004)
- Орден Кадырова (посмертно, 2007)[7].
- Медаль ООН «За неоценимый вклад в науку»[8]

## Память
- В Итум-Кали создан Краеведческий музей имени Х. Исаева.
- Международный турнир по дзюдо памяти первого Председателя Госсовета Чеченской Республики Хусейна Исаева[9].